# Liste des figures de style
Pour un article plus général, voir Figure de style.

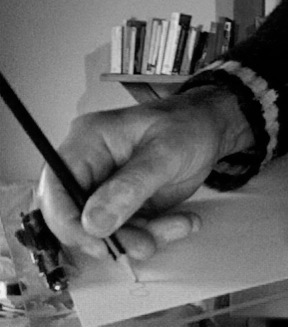
Le style démontre une capacité à utiliser toutes les ressources de la langue.

Les figures de style ont, depuis les débuts de l'art oratoire et de la rhétorique, fait l'objet d'un débat de classification. En raison de leur diversité, qui s'exprime notamment dans la multiplicité de leurs dénominations, aucun classement exhaustif n'a abouti, hormis ceux présentés dans des traités stylistiques, anciens ou modernes.
Une liste exhaustive des figures de style regroupe une grande partie des procédés (162 entrées, sans compter les synonymes et variantes) classées selon une grille multicritères élaborée par la linguistique moderne, notamment par l'école de Liège dans sa Rhétorique générale. 
Afin d'avoir une liste de figures de style plus simple, ne comportant que les principales figures, un autre tableau est proposé. Cette liste-ci est bien évidemment non exhaustive et peut être utilisée, entre autres, à des fins scolaires,,,.

## Figures de style
Les recherches modernes ont conduit à un renouveau des figures de rhétorique, au sein de domaines autres que ceux du discours ou de la littérature. Ce renouveau est notamment permis par la publication de dictionnaires donnant accès aux inventaires rhétoriques existant depuis César Chesneau Dumarsais ou Pierre Fontanier.
Henri Morier, professeur d’histoire de la Langue française à l'Université de Genève, fondateur du Centre de Poétique, réalise ainsi avec son Dictionnaire de poétique et de rhétorique l'ambition de mettre à disposition de tous les procédés rhétoriques. Il exhume notamment des figures disparues et tente de définir chaque procédé en les exemplifiant au moyen d'illustrations littéraires mais aussi provenant de la vie quotidienne, de la publicité, ou des médias.
Georges Molinié et Michèle Acquien, dans leur Dictionnaire de rhétorique et de poétique, élaborent également une lexicographie des lieux rhétoriques et des figures associées, en ne perdant jamais de vue la dimension communicationnelle de ceux-ci. Un autre dictionnaire de référence très complet est le Gradus (Les procédés littéraires) de Bernard Dupriez; un développement ultérieur de cet ouvrage, la Clé des procédés, dresse un tableau raisonné de plus de 8000 procédés.
Ce renouveau aboutit également à des traités de rhétorique, où les figures ont une place à part. Olivier Reboul s'essaye lui à une Introduction à la rhétorique, ouvrage universitaire majeur. Il y cherche, après avoir exposé plusieurs siècles de rhétorique et de codification du discours, à réconcilier l'argumentation héritée d'Aristote — qui cherche à persuader — et celle des figures de style, qui forme le style. Reboul propose de revoir la définition des figures de rhétorique seules (ce qui n'inclut pas toutes les figures). Il définit celles-ci comme « Un procédé de style permettant de s'exprimer d'une façon à la fois libre et codifiée » ; il précise « libre » car le locuteur n'est pas tenu d'y recourir pour communiquer et « codifiée » car chaque figure constitue une « structure connue, repérable, transmissible », et toujours liée au pathos. Reboul réintroduit véritablement la discipline rhétorique au sein de la linguistique moderne, qui s'en était détournée, au sein de l'enseignement universitaire.
Chaïm Perelman et Lucie Olbrechts-Tyteca, dans leur Traité d'argumentation rappellent la valeur argumentative de la figure, conformément à la théorie d'Aristote dans sa Rhétorique ; la figure devient une composante fondamentale (et non plus un « ornement » facultatif) de l'acte d'énonciation, intégrant même une portée trans-phrastique (au-delà de la phrase). Ils posent par ailleurs que toute figure de rhétorique est un condensé d'argument : par exemple, la métaphore condense l'analogie.

## Organisation des tableaux

Les différents niveaux linguistiques.

Le tableau présenté ici, inspiré du Dictionnaire des termes littéraires permet de classer les figures au moyen d’un croisement des natures des transformations avec l’objet grammatical sur lequel porte l’opération. On aboutit donc à quinze cas correspondant aux anciennes et traditionnelles rubriques de figures (de pensée, d’opposition, de construction, d’insistance…) qui ne permettaient pas toutefois de saisir toute la diversité de la gamme. En effet, des figures de style particulières peuvent apparaître dans plusieurs cases, d'autres peuvent légitimement ne pas être intégrées au tableau comme gnomisme ou maxime (néanmoins, nous les y avons fait apparaître afin d'être le plus exhaustif possible) ; les articles sur chaque figure concernée préciseront cet aspect.
Ce mode de classement repose en premier lieu sur la nature du signe linguistique sur lequel opèrent les figures de style :
| Nature du signe linguistique | Correspondance                                                                                        | Tête de ligne dans les tableaux |
| ---------------------------- | --- | ------------------------------- |
| Graphème                     | Lettres de l'alphabet, lettres étrangères, lettres inconnues                                          | Graphique                       |
| Phonème                      | Accents, sons, syllabes, voyelles et consonnes, groupes vocaliques et consonantiques, pieds versifiés | Phonique                        |
| Morphème                     | Mots, groupes de mots, particules et conjonctions, codes typographiques, ponctuation, étymologie      | Morpho-syntaxique               |
| Sème                         | Connotation, polysémie, lexique, vocable, antonymie, synonymie, champs sémantiques                    | Sémantique                      |

Les tableaux permettent ensuite de croiser ces entrées avec la nature des transformations qui constituent le propre de la figure de style et qui porte sur quatre phénomènes, eux-mêmes catégorisés en deux types de processus au regard de l'élément sur lequel la figure intervient (à savoir : s'il reste identique — ce qui ne concerne que la transformation par répétition — ou non identique). Le tableau suivant présente la matrice de ceux qui suivent :
|          | Répétition (identique) | Addition, adjonction (non identique) | Effacement, suppression (non identique) | Déplacement, réarrangement (non identique) | Remplacement, substitution (non identique) |
| -------- | ---------------------- | ------------------------------------ | --------------------------------------- | ------------------------------------------ | ------------------------------------------ |
| Graphème |                        |                                      |                                         |                                            |                                            |
| Phonème  |                        |                                      |                                         |                                            |                                            |
| Morphème |                        |                                      |                                         |                                            |                                            |
| Sème     |                        |                                      |                                         |                                            |                                            |

En se fondant sur la spécificité linguistique des figures de style, ce mode de classement permet de prendre en compte n'importe quelle entrée. Il existe toutefois des figures appartenant à plusieurs types de transformation (cas de synonymie ou de dénomination vague écartés).
Par ailleurs, chaque article concernant une figure propose un modèle permettant de rendre compte des figures proches en évoquant les synonymes, les antonymes, les paronymes, la figure mère (hiérarchiquement supérieure) et la figure fille (les variantes) :
| Figure mère | Figure fille |
| ----------- | ------------ |
| aucune      | aucune       |

| Antonyme | Paronyme | Synonyme |
| -------- | -------- | -------- |
| aucun    | aucun    | aucun    |

Tous les articles ne proposent pas ce modèle, réservé aux figures majeures.

## Figures de transformation identique
Dans cette rubrique, une seule opération grammaticale est possible : la répétition. Toute autre opération, en effet, détruirait le sens et la nature du mot. Cette partie envisagera donc la transformation identique sur les quatre objets grammaticaux et donnera, à chaque fois, de la manière la plus exhaustive possible, l’ensemble des figures concernées.
| Niveau                       | Nom                       | Description | Exemple |
| ---------------------------- | ------------------------- | --- | --- |
| Répétition Graphique         | La figure dérivative      | Répétition consistant à utiliser dans une même phrase deux mots ayant la même racine | « Ton bras est invaincu, mais non pas invincible » — Corneille, Le Cid |
| Répétition Graphique         | L'isocolie                | [Stylistique] Répétition d'une cadence sur plusieurs segments de phrase | « Quitté de mes compagnes, je me reposai au bord d'un massif d'arbres : son obscurité, glacée de lumière, formait la pénombre où j'étais assis. » — Chateaubriand, Mémoires d'Outre-tombe, 1re partie Livre 8 Chapitre 4 |
| Répétition Graphique         | L'isocolie                | [Poétique] répétition de mesures sur plusieurs vers, généralement par des tétramètres | « Quatre bœufs attelés, d'un pas tranquille et lent, Promenaient dans Paris le monarque indolent » — Boileau, Le Lutrin |
| Répétition phonique          | L’allitération            | Répétition sur plusieurs mots d'une sonorité consonantique (harmonie imitative) | « Pour qui sont ces serpents qui sifflent sur vos têtes ? » — Racine, Andromaque, acte V scène 5 |
| Répétition phonique          | L’assonance               | [Stylistique] répétition d'une voyelle sur plusieurs mots d'une même phrase | « Tout m’afflige et me nuit, et conspire à me nuire » — Racine, Phèdre, acte I scène 3 |
| Répétition phonique          | L’assonance               | [Poétique] Rimes qui s’accouplent sur un groupe vocalique formé d’une voyelle tonique identique et d'un phonème consonantique variable | « Un soir de demi-brume à Londres Un voyou qui ressemblait à Mon amour vint à ma rencontre Et le regard qu’il me jeta Me fit baisser les yeux de honte » — Guillaume Apollinaire, La Chanson du mal-aimé |
| Répétition phonique          | Contre-assonance          | [Poétique] rimes qui s'accouplent sur un groupe vocalique formé d'un phonème consonantique identique et d'une voyelle tonique variable | « Ni le soir calme, ni les palmes immobiles, Ni les astres montant comme de lentes bulles, Rien ne me distraira de la source où se mire Son blanc visage au vert de la fraîche ramure. » — Tristan Derème |
| Répétition phonique          | L'écho                    | [Poétique: vers-écho] répétition d’une rime sur le vers suivant qui est formé d’un seul mot homophone | « Si tu fais ce que je désire, Sire Nous t’édifierons un tombeau Beau » — Victor Hugo, Odes et Ballades, La chasse du Burgrave |
| Répétition phonique          | L’homéotéleute            | [Stylistique] Répétition d'un groupe phonique dans une même phrase | « Et les servantes de ta mère, grandes filles luisantes » — Saint-John Perse, Éloges |
| Répétition phonique          | L’homéotéleute            | [Poétique] souvent à l'hémistiche (rimes internes) | « J'aime le son du cor, le soir, au fond des bois, Soit qu'il chante les pleurs de la biche aux abois, Ou l'adieu du chasseur que l'écho faible accueille, Et que le vent du nord porte de feuille en feuille. » — Vigny, Poèmes antiques et modernes, Le Cor, I |
| Répétition phonique          | L’onomatopée              | Catégorie d'interjection émise pour simuler un bruit particulier associé à un être, un animal ou un objet, par l'imitation des sons que ceux-ci produisent. Il ne s’agit pas à proprement parler d’une figure excepté lorsqu’elle est consciemment formée, au contraire de l’onomatopée héritée par la communauté linguistique | « crac » « boum » « roucoulement » |
| Répétition phonique          | La paréchèse              | Rapprochement excessif de syllabes identiques dans des mots successifs | « Même et marine Marmara, Tu tues un temps tendre à périr. L'âme erre amène en des désirs Qui quitte enfin un art à rats » — Jean Lescure |
| Répétition phonique          | La prosonomasie           | [Stylistique] répétition dans une phrase ou une formule de deux groupes de mots à la sonorité similaire | « Comme la vie est lente Et comme l'espérance est violente » — Apollinaire |
| Répétition morpho-syntaxique | L’accumulation            | Énumération d'éléments appartenant à une même catégorie et qui crée un effet de profusion | « Je m’en vais vous mander la chose la plus étonnante, la plus surprenante, la plus merveilleuse, la plus miraculeuse, la plus singulière, la plus incroyable, la plus extraordinaire, une chose qui fait crier miséricorde à tous, qui soulage bien du monde. » — Madame de Sévigné, Lettres choisies, À Madame de Grignan, le vendredi 3e de juillet 1671                                                                                    |
| Répétition morpho-syntaxique | l’anaphore                | Répétition au début de plusieurs membres de phrase ou de plusieurs vers, d'un mot ou d'un groupe de mots | « Rome l'unique objet de mon ressentiment ! Rome, à qui vient ton bras d'immoler mon amant ! Rome, qui t'a vu naître, et que ton cœur adore ! Rome, enfin, que je hais parce qu'elle t'honore ! » — Pierre Corneille, Horace, acte IV scène 5 |
| Répétition morpho-syntaxique | L’annomination            | [Stylistique] synonyme de paronomase (latin adnominatio, traduction du grec paronomase) | « Je m'instruis mieux par fuite que par suite » — Montaigne |
| Répétition morpho-syntaxique | L’annomination            | [Chez H. Morier] : répétition d'un phonème à travers plusieurs mots pour suggérer un autre mot essentiel à l'idée centrale | « O Roméo ! Tu te tais, mais si je criais son nom d'amour Comme on jette Dans l'eau muette, Un caillou lourd... » — Henri de Régnier, Vestigia Flammae |
| Répétition morpho-syntaxique | L’antanaclase             | Répétition, dans une même phrase, d'un mot employé chaque fois avec une acception différente | « Le cœur a ses raisons que la raison ne connaît point. » — Blaise Pascal, Pensées |
| Répétition morpho-syntaxique | La concaténation          | Désigne la disposition dans un même texte de plusieurs anadiploses successives, à la manière des maillons d'une chaîne. | « Comme le champ semé en verdure foisonne, De verdure se hausse en tuyau verdissant, Du tuyau se hérisse en épi florissant, D'épi jaunit en grain, que le chaud assaisonne : » — Joachim du Bellay |
| Répétition morpho-syntaxique | La conglobation           | Répétition rhétorique d'arguments semblables qui vise à prouver une argumentation ou à justifier une idée qui n'est exposée qu'à la fin du discours ; proche de l'accumulation | « Je l'ai brimé. Sa tête ne me revenait point. Et puis le bus était plein, et le temps maussade, et j'étais déprimé... » |
| Répétition morpho-syntaxique | L'épanalepse              | [Poétique] répétition d'un groupe de mots ou plus souvent un vers à travers une ou plusieurs strophes (voir aussi Pantoum) | « Voici venir les temps où vibrant sur sa tige Chaque fleur s'évapore ainsi qu'un encensoir; Les sons et les parfums tournent dans l'air du soir; Valse mélancolique et langoureux vertige ! Chaque fleur s'évapore ainsi qu'un encensoir; Le violon frémit comme un cœur qu'on afflige; Valse mélancolique et langoureux vertige ! Le ciel est triste et beau comme un grand reposoir. » — Baudelaire, Harmonie du soir                       |
| Répétition morpho-syntaxique | L’épanaphore              | [Rhétorique] répétition d'une même formule au début de phrases ou de segments de phrase successifs, dans la même structure syntaxique | « On tue un homme : on est un assassin. On en tue des millions : on est un conquérant. On les tue tous : on est un Dieu. » — Jean Rostand |
| Répétition morpho-syntaxique | L'épanadiplose            | [Rhétorique et stylistique] répétition d'une expression, d'un groupe de mots, d'une réplique à travers un discours (insistance, hantise, effet comique...) | « Le poumon ! » — Molière, Le Malade imaginaire « Mais que diable allait-il faire dans cette galère ? » — Molière, Les Fourberies de Scapin |
| Répétition morpho-syntaxique | L’épanode                 | Répétition de groupes de mots qui semblent fonctionner de manière autonome alors que la poursuite du texte montre que ces termes étaient en réalité les annonces d'un développement dont ils constituent les éléments | « ... une maison dont la mémoire même ne subsiste plus. Cette maison... » — Voltaire |
| Répétition morpho-syntaxique | L’épiphore                | [Poétique] répétition d'un mot ou d'un vers en fin de strophe | « ... Sur mes cahiers d'écolier Sur mon pupitre et les arbres Sur le sable sur la neige J'écris ton nom Sur toutes pages lues Sur toutes les pages blanches Pierre sang papier ou cendre J'écris ton nom... » — Éluard, Liberté |
| Répétition morpho-syntaxique | L’épizeuxe                | Répétition contiguë d'un même terme sans coordination | « Ô triste, triste était mon âme À cause, à cause d’une femme. » — Paul Verlaine, « Ô triste, triste était mon âme » |
| Répétition morpho-syntaxique | L’expolition              | Figure proche de l'accumulation qui consiste à répéter un même argument sous des formes diverses | « Que ton père a la forme enfoncée dans la matière ! que son intelligence est épaisse ! et qu'il fait sombre dans son âme ! » — Molière, Les Précieuses ridicules |
| Répétition morpho-syntaxique | La figura etymologica     | Assemblage de mots différents venant réellement ou apparemment d'une même racine étymologique ; proche de la traductio | « Tournez cent tours, tournez mille tours » — Paul Verlaine |
| Répétition morpho-syntaxique | L’homéoptote              | Répétition de formes morpho-syntaxiques sur la base d'un parallélisme grammatical des marqueurs morphologiques ou morphèmes | « À la cour, à la ville, mêmes passions, mêmes faiblesses, mêmes petitesses, mêmes travers d'esprit, mêmes brouilleries dans les familles et entre les proches, mêmes envies, mêmes antipathies. » — La Bruyère |
| Répétition morpho-syntaxique | L’isocolon                | Figure de style de répétition qui consiste à former un nombre égal ou quasi égal de syllabes dans une unité d'une période, généralement parce que ces groupes de mots utilisent la même structure syntaxique ; proche du parallélisme                                                                                          | « Veni, vidi, vici » — Jules César |
| Répétition morpho-syntaxique | La palilogie              | Répétition d'un mot pour l'accentuer | « Oh! le long, long cou » — Molière |
| Répétition morpho-syntaxique | La paronomase             | Répétition visant à rapprocher des paronymes au sein du même énoncé | « Qui se ressemble s'assemble » — Proverbe |
| Répétition morpho-syntaxique | Le polyptote              | Répétition de plusieurs termes de même racine, ou encore un même verbe sous différentes formes. Le mot subit des variations morpho-syntaxiques | « Rome vous craindra plus que vous ne la craignez » — Corneille, Horace |
| Répétition morpho-syntaxique | La symploque              | Répétition d'un ou plusieurs mots commençant et terminant une proposition, combinant l'anaphore et l'épiphore selon un schéma : A___B / A___B | « Qui est l'auteur de cette loi ? Rullus. Qui a privé du suffrage la plus grande partie du peuple romain ? Rullus. Qui a présidé les comices ? Rullus. » — Cicéron |
| Répétition morpho-syntaxique | La thématisation          | Répétition, généralement au début de phrase ou de vers, d'un élément repris ensuite (thème du propos) afin de le mettre en relief | « Quant à toi, je t'attends au tournant » |
| Répétition morpho-syntaxique | La traductio              | - Répétition à l'intérieur du même vers d'un mot ou d'une série de mots mais avec une variation grammaticale (de temps, de mode, etc.) ; proche de la paronomase - Ou répétition de mots ayant ou semblant avoir une même racine étymologique ; proche de la figura etymologica                                                | « Tel est pris qui croyait prendre » (passif/actif) |
| Répétition sémantique        | L’adynaton                | Figure reposant sur une hyperbole, souvent humoristique, aboutissant à la description de faits inconcevables et contredisant en particulier les lois de la nature | « Deux milliards d'hommes en long et moi, au-dessus d'eux, seule vigie » — Jean-Paul Sartre |
| Répétition sémantique        | L’allusion                | Expression d'une idée sans l’articuler en avançant une autre idée à sa place | « Nous vivons sous un prince ennemi de la fraude » — Molière, Tartuffe |
| Répétition sémantique        | L’anadiplose              | Reprise d'un même mot en fin de phrase et en début de phrase suivante ; proche de la concaténation. L'épanadiplose et l'anadiplose sont des formes particulières d'épanalepses | « Ô ce verre sur mes désirs ! Mes désirs à travers mon âme ! » — Maurice Maeterlinck, Serres chaudes |
| Répétition sémantique        | L'autocatégorème          | Répétition d'une accusation envers soi, délibérée ou feinte, afin de susciter une dénégation de l'interlocuteur | « Oui, mon frère, je suis un méchant, un coupable » — Molière, Tartuffe |
| Répétition sémantique        | L'autocorrection          | Reprise volontaire de paroles que l'on vient d'énoncer afin de les reformuler avec plus de justesse ou plus de force. Voir épanorthose | « Je t'aime, que dis-je... je suis fou de toi, oui fou de toi » |
| Répétition sémantique        | Le cliché                 | Répétition d'une image ou d'une tournure usées par un emploi fréquent et populaire et hautement prévisible et souvent littéraire ou artistique | « Une chevelure de feu » (pour rousse) « un beau ténébreux » (un jeune homme aux cheveux bruns) |
| Répétition sémantique        | L’hyperbole               | Amplification d'un énoncé. C'est la principale figure de l'exagération | « La liberté, c'est le bonheur, c'est la raison, c'est l'égalité, c'est la justice, […], c'est votre sublime Constitution » — Camille Desmoulins |
| Répétition sémantique        | La métaphore filée        | Suite de métaphores sur le même thème. La première métaphore en engendre d'autres, construites à partir du même comparant, et développant un champ lexical dans la suite du texte | « Petit-Poucet rêveur, j'égrenais dans ma course Des rimes » — Arthur Rimbaud |
| Répétition sémantique        | La parrhésie              | Figure d'adjonction qui consiste à dire ce qu'on a de plus intime en cherchant ses mots ; proche de la licence et du "franc parler" | « Avant qu'il disparaisse, je le traitai de cénobite, d'abscons, d'haïku, d'idiolecte... » |
| Répétition sémantique        | La périssologie           | Faute d’écriture par redondance, qui consiste à l’ajout d’un ou de plusieurs détails inutiles qui n’apportent rien à la compréhension d’une idée ni à l’expression de cette idée, sinon pour l’alourdir ; proche du pléonasme                                                                                                  | « Alors, tout naïvement, sans y entendre malice, dans cette salle à manger de presbytère, si candide et si calme, avec son chemin de croix en petits tableaux et ses jolis rideaux clairs empesés comme de surplis, l'abbé me commença une historiette légèrement sceptique et irrévérencieuse, à la façon d'un conte d'Erasme ou d'Assoucy » — Alphonse Daudet, Lettres de mon moulin                                                         |
| Répétition sémantique        | Le phébus                 | Obscurcissement du discours en répétant des arguments identiques ; proche du galimatias | « Allez grande âme digne hôte d'un si riche palais : si d'une matière aussi vile que celle des animaux vous en avez fait une aussi pure que celles des astres ; comme elle est inaltérable par sa vigueur, qu'elle soit immortelle par vos récompenses. » — L'auteur anonyme compare ici le corps de Louis XIII à un palais et se perd dans sa description ce qui aboutit à un style trop sublime, trop brillant, qui perd parfois le lecteur. |
| Répétition sémantique        | Le poncif                 | Répétition d'une expression banale et conventionnelle ; proche du lieu commun ou du cliché | « Il pleut » « Le risque zéro n'existe pas. » |
| Répétition sémantique        | La redondance             | [Stylistique] répétition monotone de la même idée en plusieurs formulations différentes au sein d'une même phrase. Voir pléonasme | « Douce laine du ciel, belle fleur des nuées Beau lis, qui de l'hiver méprise les gelées, Neige... » — Jean de Bussières, Les Descriptions poétiques |
| Répétition sémantique        | Le topos (ou Lieu commun) | Répétition d'un lieu commun ou d'un cliché admis par tous | Lieu commun du vieux père de famille avare comme chez Molière ou de la scène de sérénade amoureuse en bas du balcon de l'amante |

## Figures de transformation non identique
Ces figures mettent en œuvre un mécanisme linguistique, soit par addition d'éléments nouveaux, soit par leur suppression, leur déplacement ou enfin leur substitution, qui modifie la phrase canonique, sans effet particulier.

### ... par addition ou adjonction
Les figures créées après transformation par addition graphique sont souvent des phénomènes phonétiques, propres à l’évolution de la langue ; leur statut de figures de style est contesté.
| Niveau                                                                                                  | Nom | Description | Exemple |
| --- | --- | --- | --- |
| Graphique                                                                                               | L'acrostiche | Ensemble de phrases dont les premières lettres sont rangées dans l'ordre alphabétique, ou de manière à former un mot | « Ah que je t'aime, Bien que je ne te plaise pas, Comme je m'en veux... » |
| Graphique                                                                                               | L’épenthèse, la paragoge et la prothèse | - addition interne d'un phonème ou d'une syllabe que l'étymologie ne justifie pas ou pour en faciliter l'articulation (sens phonétique) ou obtenir un effet particulier (sens stylistique) - la paragoge est un ajout à la fin du mot - et la prothèse, au début | - ex. épenthèse : « le parent le zenfant » (Jean Tardieu) - ex. paragoge : addition d'un "s" à la fin de "jusque" pour former "jusques" afin de faciliter des liaisons. - ex. prothèse : « étable, provenant du latin stabula » |
| Phonique                                                                                                | La cacophonie | Dissonance phonique dans un texte ou un groupe de mots due à des liaisons difficiles à prononcer, ou à une succession rapide des mêmes sons ou des syllabes accentuées. Elle peut être intentionnelle et ainsi devenir une figure de style à fonction expressive | « Où, ô Hugo, juchera-t-on ton nom? » |
| Morpho-syntaxique                                                                                       | L’accumulation | Suite de termes ou de syntagmes de signification ou de forme apparentée, voire de même sonorité finale, en vue d’obtenir un effet d'amplification ; synonyme: congerie | « Français, Anglais, Lorrains, que la fureur rassemble » — Voltaire |
| Morpho-syntaxique                                                                                       | L’anadiplose | Répétition du dernier mot d’une proposition initiale dans la suivante afin de marquer la liaison entre les deux ; proche de la concaténation et de l'épanadiplose. | « - Et lui, que dit-il ? - Ce qu’il dit ? ... » |
| Morpho-syntaxique                                                                                       | L'antépiphore | Répétition d'un même groupe de mots (ou d'un même vers) au début et à la fin d'un paragraphe (ou d'une strophe) produisant un effet de clôture ; proche de l'épiphore, de l'épanadiplose et de l'anaphore | « Peut-on illuminer un ciel bourbeux et noir ? Peut-on déchirer des ténèbres Plus denses que la poix, sans matin et sans soir Sans astres, sans éclairs funèbres ? Peut-on illuminer un ciel bourbeux et noir ? » — Charles Baudelaire, Les Fleurs du mal, L’Irréparable |
| Morpho-syntaxique                                                                                       | L'anticlimax | Gradation négative opposée à une gradation positive, ou, par effet d'antithèse, expression négative qui suit une gradation positive | « C'était un esprit ingénieux et habile, perspicace et persévérant, rusé et tenace, enfin, pour tout dire, une intelligence supérieure et une conscience sans scrupules. » |
| Morpho-syntaxique                                                                                       | L’auxèse | Accumulation de termes ou d'expressions d'une grande intensité ou hyperboliques, à gradation positive | « C'est un roc ! . .. c'est un pic ! . . . c'est un cap ! Que dis-je, c'est un cap ?. .. C'est une péninsule ! » — Edmond Rostand, Cyrano de Bergerac |
| Morpho-syntaxique                                                                                       | L'énumération | Accumulation, les uns à la suite des autres, de plusieurs éléments de même niveau syntaxique, coordonnés ou non | « Ce jeune homme était beau, magnifique, grand, musclé et vigoureux » |
| Morpho-syntaxique                                                                                       | L’épanadiplose | Terme en début d'un vers ou d'une phrase répété en fin du vers ou de la phrase | « Rome l'interdisant, qu'irait-il faire à Rome ? » — Corneille |
| Morpho-syntaxique                                                                                       | L'épiphonème | Sentence ou réflexion d'opinion générale exprimée au cours d'un développement pour servir de conclusion ou d'illustration marquante (procédé utilisé dans les fables) | « Il baise avec respect ce funeste présent; Il implore à genoux le bras du Tout-puissant; Et, plein du monstre affreux dont la fureur le guide, D'un air sanctifié s'apprête au parricide. Combien le cœur de l'homme est soumis à l'erreur ! » — Voltaire, La Henriade |
| Morpho-syntaxique                                                                                       | L’épiphore | [Stylistique] répétition d'un mot ou d'un groupe de mots à la fin de plusieurs phrases ou de plusieurs segments de phrase. | « Dans ce réduit obscur comme la nuit, le temps s’écoulait avec une lenteur désespérante et on ne savait déjà plus si c'était le jour dehors, ou la nuit. » |
| Morpho-syntaxique                                                                                       | L'épiphrase | [Rhétorique] pensée de portée générale ajoutée après un développement, mais inséparable de l'argumentation. | « Vous avez voulu une république; si vous ne vouliez point ce qui la constitue, elle ensevelirait le peuple sous ses débris. Ce qui constitue une république, c'est la destruction totale de ce qui lui est opposé. » — Saint-Just |
| Morpho-syntaxique                                                                                       | L'épiphrase | [Stylistique] expression ajoutée à un propos ou une phrase qu’on peut croire complets, afin d'illustrer une idée annexe, un sentiment soudain qui en découle. | « Monde mort sans eau, sans air... En voilà des effusions ! » — Samuel Beckett « Vos droits ont été bafoués, laminés, piétinés... Mais après tout, cela me regarde-t-il ? » |
| Morpho-syntaxique                                                                                       | L’épithétisme | [Rhétorique] accumulation de précisions descriptives ou explicatives autour d'une idée centrale | « C'est la vertu: je parle de la vertu publique qui opéra tant de prodiges dans la Grèce et dans Rome, et qui doit en produire de bien plus étonnants dans la France républicaine; de cette vertu qui n'est autre chose que l'amour de la Patrie et de ses lois. » — Robespierre |
| Morpho-syntaxique                                                                                       | L’épithétisme | [Poétique] qualification accessoire répétée d'une chose par un groupe de mots, une proposition ou un adjectif mais qui ajoute un détail révélateur, une couleur, un ornement. Ce procédé se rencontre souvent dans l'hypotypose | « L'aurore aux doigts de rose » — Homère « Sur les blancs nénuphars, l'oiseau ployant ses ailes, Buvait de son bec rose en ce bassin charmant » — Leconte de Lisle, Poèmes barbares, La fontaine aux lianes |
| Morpho-syntaxique                                                                                       | L'épitrochasme | Accumulation de mots brefs, dans un vers ou une phrase, qui produit des effets rythmiques particuliers | « Vomit sa vieille nuit, crie: A bas! crie: A mort! Pleure, tonne, tempête, éclate, hurle, mord. » — Victor Hugo, Les Contemplations, Écrit en 1846 – Écrit en 1855 |
| Morpho-syntaxique                                                                                       | La gradation | Accumulation de termes ou d'expressions dont l'intensité s'accentue dans un sens positif ou dans un sens négatif | :: Voir aussi auxèse et tapinose |
| Morpho-syntaxique                                                                                       | La gradation | [Gradation positive] | « Va, cours, vole, et nous venge » — Pierre Corneille |
| Morpho-syntaxique                                                                                       | La gradation | [Gradation négative] | « En éloquence un si grand maître, Qu'il rendrait disert un badaud, Un manant, un rustre, un lourdaud; Oui, messieurs, un lourdaud, un animal, un âne... » — La Fontaine, Le Charlatan |
| Morpho-syntaxique                                                                                       | l'hyperhypotaxe | Insertion de subordonnées en trop grand nombre | « Martial est fils de noble, puisque son père est quasi-baron, étant donné que sa mère était une fille Angenaux, qui étaient reconnus comme maîtres des terres, et que sa belle-mère avait des accointances avec les De Bellot, à qui appartient le château... » |
| Morpho-syntaxique                                                                                       | L’hypotaxe | Consiste à enrichir une phrase ou un propos par une succession de propositions coordonnées par des mots de liaison | « Il rajusta son col et son gilet de velours noir sur lequel se croisait plusieurs fois une de ces grosses chaînes d'or fabriquées à Gênes ; puis, après avoir jeté par un seul mouvement sur son épaule gauche son manteau doublé de velours en le drapant avec élégance, il reprit sa promenade sans se laisser distraire par les œillades bourgeoises qu'il recevait » — Balzac, Gambara |
| Morpho-syntaxique                                                                                       | Le mot-valise | Elusion d'au moins deux autres mots existant dans la langue ; proche du néologisme et de l'haplologie | Motel, (telescopage de motorist et hotel, repris tel quel en français... ou en franglais, autre mot-valise) |
| Morpho-syntaxique                                                                                       | Le néologisme | Création et utilisation d'un mot ou d'une expression qu'on vient de former à partir d'éléments déjà existants dans la langue elle-même ; proche du mot-valise | « Relation présentation fréquentation guétarisation copulation copulation copulation copulation contraception ! précipitation officialisation union carla brunisation » — Gérald Dahan, Sarkoland |
| Morpho-syntaxique                                                                                       | Le paradoxisme (chez Fontanier) | Association de deux termes ou de deux idées antithétiques | « Un dévot est celui qui, sous un roi athée, serait athée. » — Jean de La Bruyère « Dans une longue enfance, ils l'auraient fait vieillir ! » — Racine, Britannicus |
| Morpho-syntaxique                                                                                       | La paraphrase | [Rhétorique ou lyrisme poétique] accumulation, au cours d'un développement, d'idées accessoires afin de renforcer une idée centrale, proche de la reformulation et de la traduction | « Du vrai, comme du faux, la prompte messagère, Qui s'accroît dans sa course et, d'une aile légère, Plus prompte que le temps, vole au-delà des mers, Passe d'un pôle à l'autre et remplit l'univers; Ce monstre composé d'yeux, de bouches, d'oreilles, Qui célèbre des rois la honte ou les merveilles, Qui rassemble sous lui la curiosité, L'espoir, l'effroi, le doute et la crédulité, De sa brillante voix, trompette de la gloire, Du héros de la France annonçait la victoire. » — Voltaire, La Henriade |
| Morpho-syntaxique                                                                                       | La parembole | Inclusion dans une phrase ou à un ensemble de phrases des parenthèses discursives dans lesquelles le sens de la phrase incidente a un rapport direct avec le sujet de la phrase principale ; proche de la parenthèse et de l'hyperhypotaxe | « il y a, sur tous les visages attentifs, l'oblique arrivée des choses dites, par les écouteurs où dix langues traduisent, et vers la fin de ce que je dis ce mouvement vers moi d'un petit peuple, on dirait d'enfants, qui m'assaille d'une sorte de chant de cigales [..] » — Aragon, La Mise à Mort |
| Morpho-syntaxique                                                                                       | La périphrase | Consiste à désigner quelque chose ou quelqu'un sans dire son nom ; proche de l'épithète homérique, de l'antonomase, de la circonlocution, et du kenning | « La reine des ombres » (mis pour la lune), |
| Morpho-syntaxique                                                                                       | La polysyndète | Ajout d'une conjonction de coordination au début de chacun des membres de la ou des phrase(s), le plus souvent alors qu'elle n'y est pas nécessaire | « Un soir, j'ai assis la Beauté sur mes genoux. − Et je l'ai trouvée amère. − Et je l'ai injuriée. » — Arthur Rimbaud, Une saison en enfer |
| Morpho-syntaxique                                                                                       | La pronomination | Figure de style qui consiste à évoquer un objet sans directement le nommer, à l'aide d'une expression choisie qui l'évoque par une qualité ou un attribut qui lui sont particuliers ou intrinsèques, et le faire reconnaître dans cette caractéristique. | « Celui qui a créé en six jours le soleil qui fait vivre sur terre toutes choses, le beau ciel d'azur et les étoiles qui luisent au firmament... » Pour désigner Dieu, créateur. |
| Morpho-syntaxique                                                                                       | La suspension | Consiste à mettre le lecteur ou l'auditeur dans l'attente impatiente de ce qu'on a annoncé mais pas encore dit afin de le tenir en haleine ou pour mettre en relief une idée ou une expression ; proche de la prétérition | « Je m’en vais vous mander la chose la plus étonnante, la plus surprenante, la plus merveilleuse, la plus miraculeuse, la plus singulière, la plus incroyable, la plus extraordinaire, une chose qui fait crier miséricorde à tous, qui soulage bien du monde [..] » — Madame de Sévigné, Lettres choisies, À Madame de Grignan, le vendredi 3e de juillet 1671 |
| Morpho-syntaxique                                                                                       | Le synchise | Défaut qui consiste à rompre le déroulement syntaxique par des parenthèses innombrables qui laissent en suspens les constructions et finissent par rendre la phrase inintelligible. | « Une amie est venue samedi (c'est le seul jour où on peut accueillir les gens - enfin, à condition qu'ils ne viennent pas en trop grand nombre : depuis que nous n'avons plus de meubles, c'est plus possible, en plus, au prix où on les a vendus, c'était bien la peine - et qu'ils n'aient pas d'enfants (qu'est-ce que ça fait comme dégâts !)) mais nous n'étions pas là. » |
| Morpho-syntaxique                                                                                       | La tapinose | Accumulation de termes ou d'expressions d'une grande intensité ou hyperboliques à gradation négative | « On irait là-bas, on finirait bien par lui voir la face aux clartés d'incendie, on le noierait sous le sang, ce pourceau immonde, cette idole monstrueuse, gorgée de chair humaine ! » — Émile Zola, Germinal |
| Sémantique                                                                                              | | | |
| L'amphigouri                                                                                            | Discours obscur et incompréhensible rendu possible par une accumulation de détails ou d'arguments ; le galimatias est une variante. L'article regroupe toutes les figures désignant un discours obscur à la limite de la faute de langage | Le discours incompréhensible de Sganarelle dans Le Médecin malgré lui de Molière | |
| L’antilogie                                                                                             | Consiste en une contradiction ou incompatibilité entre deux idées ou deux opinions dans une même phrase ou un même texte | « Mon Dieu, mon Dieu, délivrez-nous de toutes les religions » — Guy Bedos | |
| Le chleuasme                                                                                            | Consiste à en rajouter sur soi-même en se dépréciant pour mieux se dédouaner, ou pour recevoir des éloges ; figure ironique | « Suis-je donc bête ! » | |
| La comparaison                                                                                          | Mise en relation d'un objet, d'une circonstance, d'un concept ou d'une qualité (dit comparé) avec un autre élément (dit comparant) au moyen d'un terme introduisant l'analogie                                                            | « Le monothéisme judéo-chrétien est comme le stalinisme de l'Antiquité » — Cioran | |
| L’épanorthose                                                                                           | [Rhétorique et Poétique] affirmation suivie d'une ou de plusieurs expressions correctrices de renforcement, d'atténuation ou de rétractation, afin de la nuancer                                                                          | « ...Puisque Thésée a vu les sombres bords, En vain vous espérez qu'un Dieu nous le renvoie, Et l'avare Achéron ne lâche point sa proie Que dis-je ? il n'est point mort, puisqu'il respire en vous. » — Racine, Phèdre | |
| L'hypotypose et ses variantes: evidentia, topographie, prosopographie, enargeia, ekphrasis et diatypose | [Classique] peinture vive et énergique d'une scène de façon à la rendre la plus pittoresque et la plus frappante possible | « De princes égorgés la chambre était remplie. Un poignard à la main l'implacable Athalie, Au carnage animait ses barbares soldats, Et poursuivait le cours de ses assassinats. Joas laissé pour mort, frappa soudain ma vue; Je me figure encore sa nourrice éperdue, Qui devant les bourreaux s'était jetée en vain, Et faible le tenait renversé sur son sein. Je le pris tout sanglant; en baignant son visage, Mes pleurs du sentiment lui rendirent l'usage, Et soit frayeur encore, ou pour me caresser, De ses bras innocents je me sentis presser [...] » — Racine, Athalie, (Acte I, Scène 2) | |
| L'hypotypose et ses variantes: evidentia, topographie, prosopographie, enargeia, ekphrasis et diatypose | [Moderne] description fragmentaire où seulement les notations sensibles et les informations descriptives marquantes sont restituées | « Cette nuit je l'ai vue arriver en ces lieux, Triste, levant au ciel ses yeux mouillés de larmes, Qui brillaient au travers des flambeaux et des armes [...] » — Racine, Britannicus | |
| L’oxymore                                                                                               | [Stylistique] réunion dans un même syntagme de deux mots sémantiquement opposés mais appartenant à des catégories grammaticales différentes aboutissant à une image improbable, frappante, proche du paradoxe et de l'antithèse           | « Cette obscure clarté qui tombe des étoiles... » — Pierre Corneille, Le Cid | |
| Le paradoxe                                                                                             | [Rhétorique] exposition d'une idée qui apparaît d'abord contraire au sens commun (voir aussi paradoxisme) | « Bienheureux serez-vous quand on vous insultera... » — Saint Mathieu | |
| Le pléonasme                                                                                            | Ajout d'un ou plusieurs mots choisis qui ne sont pas nécessaires au sens grammatical de la phrase mais par lesquels l'expression d'une idée est, soit renforcée, soit précisée                                                            | « Vivre sa vie. » « Que le courroux du ciel, allumé par mes vœux, Fasse pleuvoir sur elle un déluge de feux ! Puissé-je de mes yeux y voir tomber la foudre ! » — Corneille, Horace | |
| La régression, ou réversion                                                                             | Reprise, dans le cours de la phrase, des mots employés afin de les placer dans un ordre inverse | « Le trône en échafaud et l’échafaud en trône » (Victor Hugo) | |
| La tautologie                                                                                           | Redondance sémantique qui consiste à attribuer à une chose une qualité soit contenue dans la définition du mot, soit assumée par la nature de la chose. Ou redondance logique qui affirme une idée qui va de soi pour tout le monde       | « je suis celui qui est » (Bible en Ex 3:13-14) « Mais le mal que j'y trouve, c'est que votre père est votre père » | |
| Le truisme ou lapalissade                                                                               | Expression évidente et n'apportant aucune information | « Si j'étais pas là, vous seriez vous ? » — Noyart, Gamekult « Hélas, La Palice est mort, Est mort devant Pavie ; Hélas, s’il n’était pas mort, Il serait encore en vie » (La Palice) | |

### ... par effacement ou suppression
Ces figures de style consistent en la suppression d'éléments linguistiques dans une phrase, aboutissant à une construction particulière enrichie d'effets stylistiques supplémentaires qui proviennent du retranchement, soit de graphèmes, soit de phonèmes, soit de groupes morpho-syntaxiques, soit enfin de sèmes, à la phrase canonique
| Niveau              | Nom | Description | Exemple |
| ------------------- | --- | --- | --- |
| Graphique           | l’apocope | suppression (amuïssement) de phonème ou de syllabes (vocaliques ou consonantiques) en fin de mot | « Photo » (pour « photographie ») |
| Graphique           | le lipogramme | consiste à ne pas utiliser sciemment une lettre donnée | le livre La Disparition de Georges Perec n'utilise pas la lettre e |
| Phonique            | l’aphérèse | modification phonétique impliquant la perte d'un ou plusieurs phonèmes au début d'un mot. L'aphérèse est un métaplasme s'opposant à l'apocope                                                                                 | « Ricain » (pour un américain) |
| Phonique            | l’élision | amuïssement de la voyelle finale d’un mot devant un autre mot à initiale vocalique | « l’arbre » (à la place de « le arbre ») |
| Phonique            | la syncope | disparition d'un ou plusieurs phonèmes au sein d'un même mot | « Monsieur » (qui vient de l’ancien français : « Monseigneur ») |
| Morpho-syntaxique   | | | |
| l’asyndète          | suppression des liens logiques et des conjonctions dans une phrase ; proche de l’accumulation | « La pluie, le vent, le trèfle, les feuilles sont devenus des éléments de ma vie. Des membres réels de mon corps » — A.Hébert, Le Torrent                                                                                     | |
| l’ellipse           | [Rhétorique] consiste à omettre un ou plusieurs éléments en principe nécessaires à la compréhension du texte, pour produire un effet de raccourci. [Stylistique] ellipse temporelle ou diégétique: omission d'un moment de l'action pour l'accélérer ou pour dissimuler une information | « Pierre mange des cerises, Paul des fraises » (ellipse du verbe manger) | |
| l’épitrochasme      | consiste en la succession de mots brefs, dans un vers ou une phrase | « Vomit sa vieille nuit, crie: à bas! crie: à mort! / Pleure, tonne, tempête, éclate, hurle, mord » (Victor Hugo, Les Contemplations)                                                                                         | |
| la parataxe         | juxtaposition des phrases, sans mot de liaison explicitant le rapport syntaxique de subordination ou de coordination qui les unit ; contraire de l'hypotaxe | « Les bonnes fondent sur moi; je leur échappe ; je cours me barricader dans la cave de la maison » — Chateaubriand | |
| la syllepse         | syllepse grammaticale: effacement des règles morpho-syntaxiques d’accord fondée sur l’accord des mots selon un sens préféré et non selon la stricte grammaire | « Un bon nombre d'étudiants vinrent porter plainte. » | |
| le zeugma ou zeugme | [syntaxique] ellipse fait de ne pas répéter un élément commun dans une phrase présentant deux membres parallèles (souvent d'un nombre différent). | « L'un poussait des soupirs, les autres des cris perçants » | |
| le zeugma ou zeugme | [stylistique] un seul verbe prend en charge deux compléments qui appartiennent à des registres sémantiques différents (souvent un sens abstrait et un sens concret) ; voir aussi anacoluthe et syllepse.                                                                                | « Vêtu de probité candide et de lin blanc. » — Victor Hugo, Booz endormi | |
| Sémantique          | l’allusion | [littéraire] mot ou expression qui fait appel par analogie à une chose connue : un événement, un personnage, un ouvrage, etc. pour illustrer le discours. (voir aussi antonomase)                                             | « On ne poussa jamais plus loin la foi promise. Voilà des sentiments dignes d’une Artémise. » — Regnard, Le Légataire universel                                                                                            |
| Sémantique          | l’allusion | [stylistique] emploi d'un mot ou expression qui est à double-entente, un sens normal et un sens caché | Voltaire quand il écrit poeshie en parlant des essais poétiques du futur Frédéric II auquel il enseigna le français, fait un rappel moqueur de son orthographe approximative. Voir aussi syllepse                          |
| Sémantique          | l’amphibologie ou double sens | ambiguïté grammaticale et syntaxique qui donne lieu à diverses interprétations d'une même phrase | « J'ai tué un éléphant en pyjama » (Groucho Marx) |
| Sémantique          | l’antiphrase ou la contre vérité | emploi, dans une situation caractérisée, des mots contraires à sa pensée pour mieux l'exprimer. Cette figure qui sous-tend l'ironie est proche de la litote, de l'antithèse et de l'euphémisme                                | (sur une maladresse) : « Je vois que tu es bien réveillé ce matin ! » (feindre la désinvolture) : « Ensuite la mousqueterie ôta du meilleur des mondes neuf à dix mille coquins qui en infectaient la surface » (Voltaire) |
| Sémantique          | l’aphorisme | formule brève qui résume l'essentiel d'une pensée | « Si les péchés faisaient souffrir quand on les fait, nous serions tous des saints » (Marcel Pagnol) |
| Sémantique          | l’apophtegme | parole mémorable ayant valeur de maxime | « Tout est dit, et l'on vient trop tard depuis plus de sept mille ans qu'il y a des hommes » — La Bruyère |
| Sémantique          | l’aposiopèse | consiste à interrompre une phrase ou un vers sans achever sa pensée | « Tu vas ouïr le comble des horreurs J'aime... À ce nom fatal, je tremble, je frissonne J'aime... » — Jean Racine, Phèdre, acte I, scène 3                                                                                 |
| Sémantique          | la brachylogie | emploi d'une expression elliptique, ou plus courte qu'une autre aboutissant à un discours bref, variante de l'ellipse (rhétorique)                                                                                            | « Je crois être dans le vrai » |
| Sémantique          | l’euphémisme | atténuation ou adoucissement d'une idée déplaisante | « Il est parti » (pour « Il est mort ») |
| Sémantique          | le gnomisme | figure d’effacement (d’une démonstration logique notamment) sous forme de sentence, de proverbes ou de maximes, généralement pour exprimer une vérité morale, une leçon, une règle de vie, un conseil ; proche de l’enthymème | « L'habit ne fait pas le moine » |
| Sémantique          | le kakemphaton | consiste en un jeu de mots, souvent un calembour ou apparenté, réalisé involontairement | « Son crâne était ouvert comme un bois qui se fend » pour "Son crâne était tout vert" (Victor Hugo, Souvenir de la nuit du 4)                                                                                              |
| Sémantique          | la parabole | consistant en une courte histoire qui utilise les événements quotidiens pour illustrer une morale ou une doctrine, proche de l'allégorie et de la maxime                                                                      | la parabole christique du semeur dans le Nouveau Testament |
| Sémantique          | la prétérition | parler de quelque chose après avoir annoncé que l'on ne va pas en parler | « Nous n'essaierons pas de donner une idée de ce nez tétraèdre. » — Victor Hugo |

### ... par déplacement ou réarrangement
Ces figures consistent à créer un effet stylistique notable en déplaçant ou réarrangeant la phrase canonique, soit par la manipulation des graphèmes, des phonèmes, des groupes morpho-syntaxiques, des sèmes enfin qui la composent.
| Niveau            | Nom                            | Description | Exemple |
| ----------------- | ------------------------------ | --- | --- |
| Graphique         | l'antimétathèse                | rapprochement de deux mots qui ne diffèrent que par l'ordre de succession de quelques lettres, variante de l'antimétabole | « S'il se pouvait un chœur de violes voilées » — Louis Aragon, Les Yeux d'Elsa |
| Phonique          | le palindrome                  | Texte ou mot dont l'ordre des symboles (lettres, chiffres, etc.) reste le même qu'on le lise de gauche à droite ou de droite à gauche. | « Ésope reste ici et se repose » « 20/02/2002 » . |
| Morpho-syntaxique | l’anastrophe                   | Replacement en début de phrase de mots éloignés de leur place habituelle afin de mieux retenir l'attention. | « Le nez de Cléopâtre, s'il eût été plus court, toute la face de la terre aurait changé. » — Blaise Pascal |
| Morpho-syntaxique | l’antilabe                     | réarrangement d'un même vers, qui est morcelé en plusieurs répliques sous forme de phrases indépendantes | « Hélas! / Écoute-moi / Je me meurs / Un moment / Va, laisse-moi mourir / Quatre mots seulement ... » — Pierre Corneille |
| Morpho-syntaxique | l'antimétabole                 | chiasme qui consiste à reprendre les mots d'une phrase dans une autre mais en en modifiant l'ordre de présentation, proche de l'anadiplose et de l'épanadiplose | « Il faut manger pour vivre et non vivre pour manger » — Molière |
| Morpho-syntaxique | le chiasme                     | inversion syntaxique de la seconde de deux propositions normalement symétriques | « La neige fait au nord ce qu'au sud fait le sable. » — Victor Hugo |
| Morpho-syntaxique | l’énallage                     | changement brusque de temps, de mode, de nombre ou de genre, afin de dramatiser une situation. | « - Hermione Seigneur, dans cet aveu dépouillé d'artifice, J'aime à voir que du moins vous vous rendiez justice,... - Pyrrhus ...Je suivais mon devoir, et vous cédiez au vôtre. Rien ne vous engageait à m'aimer en effet. - Hermione Je ne t'ai point aimé, cruel ? Qu'ai-je donc fait ? J'ai dédaigné pour toi les vœux de tous nos princes,... » — Jean Racine, (Andromaque) « La journée avait été pluvieuse et les hommes qui ne dormaient plus, attendaient l'ordre de combattre. Soudain, des coups de feu se font entendre et un clairon résonne. Il fallut partir en toute hâte. » |
| Morpho-syntaxique | l’hendiadys                    | remplacement de la subordination entre deux mots par une coordination | « Penché sur l'onde et sur l'immensité » — Victor Hugo |
| Morpho-syntaxique | l’hypallage                    | Échange de points de vue ou d'images entre deux idées. Voir aussi Catachrèse | « Comme passe le verre au travers du soleil. » — Valéry |
| Morpho-syntaxique | l’hyperbate                    | prolongation de la phrase, par l'ajout d'un élément qui se trouve ainsi déplacé. | « Tout ceci est à moi, et les domaines qui palpitent là-dessous. » — Jules Supervielle |
| Morpho-syntaxique | l'hypozeuxe                    | [stylistique] maintien, par des mots associés, du parallélisme entre les termes d'une énumération pour l'équilibre ou la cadence de la phrase | « Chez lui, le vers embrasse l'idée, s'y incorpore étroitement, la resserre et la développe tout à la fois, lui prête une figure plus svelte, plus stricte, plus complète, et nous la donne en quelque sorte en élixir » — Victor Hugo, Préface de Cromwell |
| Morpho-syntaxique | l’inversion                    | [Poétique] inversion de l’ordre habituel des mots sans nuire à la compréhension (commodité de versification ou mise en valeur de mots) | « Quoi ! du sang de mon frère il n'a point eu d'horreur ? » — Racine, Britannicus |
| Morpho-syntaxique | le parallélisme                | succession de deux segments de phrase qui ont la même construction syntaxique en un rapport de symétrie et de répétition, proche de l'anaphore et du chiasme. L'hypozeuxe en est une variante | « Dieu est l'auteur de la pièce; Satan est le directeur du théâtre » — Victor Hugo |
| Morpho-syntaxique | la tmèse (rhétorique)          | variante de l'hyperbate qui consiste en la division d'un mot composé, dont les parties se retrouvent séparées par un ou plusieurs mots | « puis donc que vous le voulez lors même qu’il aurait parlé ainsi. » |
| Sémantique        | l’analepse                     | consiste à raconter après-coup un événement, procédé inverse de la prolepse | « Quand, il vit cet endroit, il se rappela il y a dix ans… » |
| Sémantique        | l’antiparastase                | figure de réarrangement consistant à s'appuyer sur un argument faible pour le retourner en sa faveur | « Le mérite de ce livre passionnant est d'accepter de ne pas dévoiler toutes les énigmes de ce peintre si mystérieux. » |
| Sémantique        | l’antithèse                    | rapprochement rapide de deux idées dont le sens est opposé ou logiquement éloigné, proche de l'oxymore et du parallélisme | « Tout lui plaît et déplaît, tout le choque et l'oblige. Sans raison il est gai, sans raison il s'afflige » — Boileau, (Satires) « Le laboureur des monts qui vit sous la ramée Est rentré chez lui, grave et calme, avec son chien; Il a baisé sa femme au front et dit: C'est bien. Il a lavé sa trompe et son arc aux fontaines Et les os des héros blanchissent dans les plaines. » — Victor Hugo, (Aymerillot) |
| Sémantique        | l'apostrophe                   | [rhétorique] aparté au milieu d'un discours pour interpeller un objet ou une personne symbolique | « Le destin accable mon jeune client... - Ah! L'Innocent qui a pu échapper à la peine, qu'il connaît bien les affres de l'accusation ! » |
| Sémantique        | l'apostrophe                   | [Poétique] adresse lyrique à un objet ou à un personnage mythique pour rendre une description plus sensible | « O lac ! rochers muets ! grottes ! forêt obscure ! Vous que le temps épargne ou qu'il peut rajeunir... » — Alphonse de Lamartine, Méditations poétiques |
| Sémantique        | l'épanorthose (ou rétroaction) | consiste à corriger une affirmation jugée trop faible en y ajoutant une expression plus frappante et énergique. | « Votre prudence ou plutôt votre lâcheté nous ont perdu » |
| Sémantique        | la métalepse                   | [Stylistique] figure de style qui consiste à prendre la cause pour la conséquence. [Narrative] Intrusion ou implication du narrateur extérieur dans son propre discours. | « Il a perdu sa langue. » « Nous avouerons que notre héros était fort peu héros en ce moment. » — Stendhal, La Chartreuse de Parme. |
| Sémantique        | la prolepse                    | [syntaxe] expression anticipée, dans le COD de la principale, du sujet de la subordonnée comme dans « Regarde cette auto, comme elle est belle » [stylistique] emploi d'un terme (souvent un adjectif), qui représente par concision un état antérieur ou postérieur au moment de l'énoncé [rhétorique] réfutation anticipée d'une objection possible. [narratologie] la prolepse - ou anticipation- est une figure de style par laquelle sont mentionnés des faits qui se produiront bien plus tard | « Désormais la route est certaine; Le soleil voilé reparaît... » — Théophile Gautier, Émaux et Camées (Le soleil qui avait jusque-là été voilé) « Résolu d'accomplir ce cruel sacrifice, J'y voulus préparer la triste Bérénice. » — Racine, Bérénice (elle ne sera triste qu'après l'annonce de leur séparation) « Cet hiver 1657 était notre première « mauvaise saison » et il ne fut pas des plus cléments. [...] Début avril, les jours commencèrent à rallonger sensiblement. » — Michel Piquemal, Le Pionnier du Nouveau Monde                                                        |

### ... par remplacement ou substitution
Ces figures créent un effet stylistique en remplaçant ou substituant des éléments canoniques par d'autres, plus riches ou construits de manière plus frappante.
| Niveau            | Nom                                         | Description | Exemple |
| ----------------- | ------------------------------------------- | --- | --- |
| graphique         | l'anagramme                                 | Changement de l'ordre des lettres d'un ou plusieurs mots de manière à produire d'autres mots qui ont un sens différent | « Nacre, rance, ancre » |
| Phonique          |                                             | | |
| Morpho-syntaxique | l’anacoluthe                                | construction inhabituelle ou rupture de la cohérence syntaxique | « Le nez de Cléopâtre, s'il eût été plus court, toute la face de la terre aurait été changée. » — Blaise Pascal « Une fois par terre, les tilburys vont vous passer sur le corps. » — Stendhal |
| Morpho-syntaxique | l’anantapodoton                             | substitution de la structure syntaxique du premier membre d'une phrase alternative (en « ou bien… ou bien »), par une formule synthétique, souvent exclamative | « Les uns, dirait-on, ne songent jamais à la réponse silencieuse de leur lecteur » — Paul Valéry (sous-entendant que les autres le font) |
| Morpho-syntaxique | l’astéisme                                  | figure d'ironie consistant en une louange ou une flatterie adroite faisant semblant de blâmer ou de se plaindre de quelqu'un | « Savez-vous bien que, pour cette œuvre seule, on vous aurait chassé de la république de Platon ? » |
| Morpho-syntaxique | la constructio ad sensum                    | accord entre le verbe et le sujet non par les règles de grammaire mais par le sens ; autre nom de la syllepse grammaticale | « L'ensemble des enfants crièrent » |
| Morpho-syntaxique | l'hendiatris                                | repose sur l'utilisation de trois mots, employés pour exprimer une idée ou une image. | « Veni vidi vici » « Liberté, Égalité, Fraternité » |
| Morpho-syntaxique | le solécisme                                | Faute de syntaxe (construction incorrecte) permettant d'aboutir à un langage populaire proche du barbarisme | « Hier, j'ai retourné où nous étions été. » |
| Morpho-syntaxique | la syllepse de sens                         | utilisation dans une même phrase d'un mot à la fois dans son sens propre et son sens figuré | « Je percerai le cœur que je n'ai pu toucher » — Jean Racine, Andromaque |
| Morpho-syntaxique | la verbigération (ou logorrhée ou verbiage) | synonymes d'amphigouri. Flux de paroles inutiles n'apportant aucune nouvelle information, proche du phébus et du galimatias | Les personnages de La Cantatrice chauve d'Eugène Ionesco |
| Sémantique        | l’allégorie                                 | transformation d'une idée abstraite en une image, une scène (image filée), une description concrète | « Je vis cette faucheuse. Elle était dans son champ. Elle allait à grands pas moissonnant et fauchant, Noir squelette laissant passer le crépuscule. Dans l'ombre où l'on dirait que tout tremble et recule, L'homme suivait des yeux les lueurs de la faux » — Victor Hugo, Les Contemplations, Mors |
| Sémantique        | L'antonomase                                | Emploi d'un nom propre à la place d'un nom commun ou inversement ; variante de la métonymie | Un tartuffe pour un homme religieux mais hypocrite. Un gargantua pour un gros mangeur. |
| Sémantique        | La chosification ou réification             | Transformation ou transposition d'une abstraction en un objet concret, visant à appréhender un concept, comme une chose concrète, variante de l'allégorie | « l'homme ressemblait à une pierre » |
| Sémantique        | La circonlocution                           | forme d'ironie qui consiste en l'allongement de l’expression visant à masquer son embarras ou à dissimuler une idée | « D'avoir mis deux ans mon intelligence en friche, grâce aux supercheries de la Perfection, je n'étais que plus apte à tout apprendre (je dévorais) et à tout comprendre » — Marcel Jouhandeau |
| Sémantique        | La digression                               | Introduction de propos étranger au sujet général d'un discours, d'un débat, d'un écrit | Le roman de Denis Diderot: Jacques le Fataliste utilise abondamment la digression. |
| Sémantique        | l'éthopée                                   | Description des mœurs d'un personnage, variante de l'hypotypose | Le portrait moral d'Alcis dans Les Caractères de Jean de La Bruyère, chapitre De la société et de la conversation, 7 |
| Sémantique        | L'ironie                                    | Consiste à dire le contraire de ce qu'on veut entendre dans le but de railler, non de tromper | « Rien n'était si beau, si leste, si brillant, si bien ordonné que les deux armées. » — Voltaire, Candide |
| Sémantique        | La litote                                   | Déguiser sa pensée de façon à la faire deviner dans toute sa force | « Vous ne l'avez donc pas déchiré par dépit, Ou par mépris de ceux qui vous l'avaient écrit ? » « Monsieur, je n'ai pour eux ni mépris ni colère. » — Jean Racine, Les Plaideurs |
| Sémantique        | La métaphore                                | Consiste à utiliser un mot à la place d'un autre, sur la base de la ressemblance ou de l'opposition | « Le lac, divin miroir » — Victor Hugo, Tristesse D'Olympio |
| Sémantique        | La métalepse                                | Substitution métonymique consistant à identifier la cause pour la conséquence ; il s'agit d'un type de métonymie | « Il a perdu sa langue » (pour « sa parole ») |
| Sémantique        | La métonymie (ou synecdoque)                | Consiste à prendre la partie pour le tout, proche de la métaphore | « Elle vit sous mon toit » (le toit désigne la maison) |
| Sémantique        | La personnification                         | Consiste à faire d'un être inanimé ou d'une abstraction un personnage réel proche de l'allégorie (rhétorique) | « Avec quelle rigueur, Destin, tu me poursuis! » — Jean Racine |
| Sémantique        | La prosopographie                           | Description animée et comme vivante d'un personnage ou d'un groupe de personnages, variante de l'hypotypose | les portraits de types chez La Bruyère dans Les Caractères |
| Sémantique        | la prosopopée                               | consiste à donner la parole à un absent, à une personne, à un animal ou à un être inanimé qui est personnifié, variante de l'hypotypose | « Je suis belle, ô mortels, comme un rêve de pierre » — Charles Baudelaire |
| Sémantique        | la question rhétorique                      | fausse question destinée à garder la parole ou à émouvoir | « Cela est-il juste ? Non ! » |
| Sémantique        | la schématisation                           | Description rapide et peu détaillé d'une scène ou d'un objet ; antonyme de l'hypotypose. | « Des gens arrivaient hors d'haleine ; des barriques, des câbles, des corbeilles de linge gênaient la circulation ; les matelots ne répondaient à personne ; on se heurtait » — Gustave Flaubert, L'Éducation sentimentale                                                                            |
| Sémantique        | la sermocination                            | utilisation d'un personnage imaginaire, historique ou abstrait pour évoquer ses assertions ; variante de la prosopopée | « Écoutez à présent la voix de la Justice ! Si elle était devant vous, elle vous dirait : « Jugez en votre âme et conscience... » |
| Sémantique        | le symbole                                  | énoncé narratif ou descriptif polysémique, susceptible d'une double interprétation sur le plan de la réalité et sur le plan des idées ; lien indirect qui unit une image et une idée ou un concept reposant sur une métonymie ou une métaphore et à l'origine de l'allégorie | « Les lauriers » (la gloire, par lien métaphorique) |

## Les principales figures de styles
Dans cette rubrique ne seront énumérées que les principales figures de style, celles qui reviennent le plus souvent. Ces figures sont classées en cinq catégories : figures d'analogie, figures de répétition, figures d'exagération et d'atténuation, figures de construction et figures de substitution. Dans le tableau ci-dessous, à chaque figure de style sera associée une définition et un exemple expliqué.
| Type                                   | Nom                  | Définition | Exemple |
| -------------------------------------- | -------------------- | --- | --- |
| Figures d'analogie                     | Comparaison          | Mise en relation explicite de deux termes (un comparé et un comparant) grâce à un mot de comparaison (comme, pareil à, tel que...). Elle établit un rapport de ressemblance entre le comparé et le comparant.                         | "Les hirondelles passaient comme des flèches, à peine visibles [...]" Maupassant, l'Héritage |
| Figures d'analogie                     | Métaphore            | Comparaison sans outil comparatif. Il s'agit donc d'une comparaison sous-entendue et plus implicite. | "Ma jeunesse ne fut qu'un ténébreux orage." Baudelaire, l'Ennemi |
| Figures d'analogie                     | Personnification     | Attribution de caractéristiques humaines, d'émotions ou d'actions à un corps inanimé ou à un animal. | "[...] le puit avalait des hommes par bouchées [...]" Zola, Germinal -> Zola personnifie la mine en lui attribuant des caractéristiques humaines. Par là, il veut montrer l'horreur du travail dans les mines en les assimilant celles-ci à des monstres.                                                                                |
| Figures d'analogie                     | Allégorie            | L'allégorie est la personnification d'une idée abstraite. Par exemple, la mort peut être représentée comme une faucheuse et l'angoisse comme un despote.                                                                              | " Je vis cette faucheuse. Elle était dans son champ Elle allait à grand pas moissonnant et fauchant, Noir squelette laissant passer le crépuscule." Victor Hugo, Mors -> Ici, la mort est représentée comme une faucheuse. Elle devient vivante.                                                                                         |
| Figures de répétition                  | Anaphore et Epiphore | L'anaphore est la reprise d'un même mot ou groupe de mot en début de phrase, de vers, de strophe ou de proposition. L'épiphore est la reprise d'un même mot ou groupe de mot en fin de phrase, de vers, de strophe ou de proposition. | " Rome, l’unique objet de mon ressentiment ! Rome, à qui vient ton bras d’immoler mon amant ! "Corneille, Horace |
| Figures de répétition                  | Répétition           | Répétition d'un même mot ou groupe de mots plusieurs fois. | -> La répétition permet d'insister sur un fait en particulier. |
| Figures de répétition                  | Accumulation         | Énumération de termes qui appartiennent à la même classe grammaticale et qui portent sur le même thème. | "L'inspiration obéit comme la faim, comme la digestion, comme le sommeil." Baudelaire, Conseils aux jeunes littérateurs |
| Figures de répétition                  | Gradation            | Suite de mots (issus de la même classe grammaticale) selon une progression ascendante ou descendante en intensité. | " C'est un roc !... c'est un pic !... c'est un cap !... Que dis-je c'est un cap ?... C'est une péninsule !" Rostand, Cyrano de Bergerac |
| Figures d’exagération et d'atténuation | Hyperbole            | L'hyperbole désigne tout simplement une exagération. | "Ils approchèrent enfin de la première maison du village ; elle était bâtie comme un palais d'Europe." Voltaire, Candide -> Encore une fois, la maison n'a pas été vraiment bâtie comme un palais d'Europe. C'est juste une hyperbole qui montre la beauté de cette maison.                                                              |
| Figures d’exagération et d'atténuation | Euphémisme           | Atténuation d'une réalité dure par l'emploi de mots plus doux. | " L’Époux d'une jeune Beauté partait pour l'autre monde." La Fontaine, Fables, La Jeune Vue -> Afin d'adoucir la réalité brutale qu'est la mort, l'auteur utilise une expression plus douce. |
| Figures d’exagération et d'atténuation | Litote               | Elle consiste en général à s'exprimer en niant le contraire de ce que l'on veut dire. | " Va, je ne te hais point." Corneille, Le Cid -> En disant "je ne te hais point", le personnage est en fait en train de dire "je t'aime". |
| Figures de construction                | Antithèse            | Rapprochement dans une phrase de deux mots de sens opposés. | "Dans mon plaisir je souffre maintes graves tortures" Louise Labé, Sonnets |
| Figures de construction                | Antiphrase           | Il s'agit de dire l'opposé de ce l'on pense. C'est de l'ironie. | "C'est sans doute un très bel art que celui qui désole les campagnes, détruit les habitations et fait périr, année commune, quarante mille hommes sur cent mille." Voltaire, Candide -> Bien entendu, dans cette phrase, Voltaire ne pense pas réellement ce qu'il dit. Il utilise une antiphrase pour montrer l'absurdité de la guerre. |
| Figures de construction                | Oxymore              | Juxtaposition de deux termes opposés. | "Je vis, je meurs ; je brûle et je me noie". Louise Labé, Sonnets |
| Figures de construction                | Parallélisme         | Figure de construction dans laquelle deux phrases, deux propositions ont une structure semblable. | "Lucien avait beaucoup lu, beaucoup comparé; David avait beaucoup pensé, beaucoup médité." Balzac, Illusions perdues |
| Figures de substitution                | Périphrase           | Substitution d'un mot par un groupe de mots qui a le même sens. | "La fille de Minos et de Pasiphaé." Racine, Phèdre ->Ce groupe de mots désigne Phèdre. |
| Figures de substitution                | Métonymie            | Substitution d'un mot par un autre mot avec lequel il entretient un rapport logique. | "L’Assemblée a choisi son nouveau gouvernement." -> Ici ce n'est pas l'Assemblée elle-même qui a choisi son nouveau gouvernement, mais plutôt les députés de l'Assemblée. |